# Lézan
Lézan este o comună în departamentul Gard din sudul Franței. În 2009 avea o populație de 1.378 de locuitori.

## Evoluția populației
| An        | 1975 | 1982 | 1990 | 1999 | 2006  | 2009  |
| --------- | ---- | ---- | ---- | ---- | ----- | ----- |
| Populație | 685  | 734  | 870  | 980  | 1.207 | 1.378 |